# Линднер, Йоханн
Йоханн (Ханс) Линднер (нем. Johann "Hans" Lindner; род. 3 мая 1959, Tragail, Каринтия) — австрийский легкоатлет, специалист по метанию молота, и разгоняющий в бобслее. Выступал за сборные Австрии по лёгкой атлетике и бобслею в 1980-х и 1990-х годах, чемпион Европы по бобслею, многократный победитель первенств национального значения, действующий рекордсмен страны в метании молота, участник трёх летних и одних зимних Олимпийских игр.

## Биография
Йоханн Линднер родился 3 мая 1959 года в деревне Трагайль близ ярморочной коммуны Патернион в федеральной земле Каринтия. Занимался лёгкой атлетикой в Филлахе, проходил подготовку в местном одноимённом клубе LC Villach, специализировался на метании молота — с 1981 года на протяжении многих лет никому не уступал в этой дисциплине на чемпионатах Австрии.
Одновременно с лёгкой атлетикой пробовал себя в качестве разгоняющего в бобслее. Так, в 1982 году в составе четырёхместного экипажа выиграл бронзовую медаль на чемпионате Европы по бобслею и скелетону в Кортина-д’Ампеццо.
В 1983 году метал молот на впервые проводившемся чемпионате мира по лёгкой атлетике в Хельсинки, провалил все три свои попытки и в финал не вышел.
В 1984 году принял участие сразу в двух Олимпийских играх. На зимней Олимпиаде в Сараево с пилотом Вальтером Делле Картом занял 12-е место в двойках и 10-е место в четвёрках. На летней Олимпиаде в Лос-Анджелесе метнул молот на 71,28 метра, чего оказалось недостаточно для выхода в финал.
В 1986 году на чемпионате Европы в Штутгарте с результатом 74,32 занял 11-е место в метании молота.
В июне 1987 года на домашних соревнованиях в Швехате установил ныне действующий национальный рекорд Австрии в метании молота — 79,70 метра (17-й результат мирового сезона).
В 1988 году среди прочего метал молот на Олимпийских играх в Сеуле, в финале с результатом 75,36 закрыл десятку сильнейших.
В 1990 году в четвёрках одержал победу на домашнем чемпионате Европы по бобслею в Игльсе. В метании молота стал десятым на чемпионате Европы в Сплите.
В 1991 году метал молот на чемпионате мира в Токио, в финал не вышел.
Принимал участие в Олимпийских играх 1992 года в Барселоне — в финале метнул молот на 75,14 метра, расположившись в итоговом протоколе соревнований на девятой строке.
В 1993 году участвовал в чемпионате мира в Штутгарте, с результатом в 71,46 метра выйти в финал не смог.
В 1994 году Линднер в 14-й раз подряд стал чемпионом Австрии в метании молота и на этом завершил спортивную карьеру.